# August Arnold (Philosoph)
August Arnold (* 13. Juni 1789 in Jena; † 5. Dezember 1860 in Merseburg) war ein deutscher Geschichtsphilosoph und Staatswissenschaftler. 

## Leben
Nach dem Besuch des Gymnasiums in Gotha und dem Studium in Heidelberg und Göttingen wurde August Arnold 1811 Lehrer in Eisenach und heiratete dort im selben Jahr. 1813 wurde er Bibliothekar in Gotha, 1817 Oberlehrer in Bromberg und 1829 Direktor des Gymnasiums in Königsberg in der Neumark. Einen Ruf als Professor der Geschichte und Staatswissenschaften an die Universität Charkow 1832 schlug er aus, vornehmlich aus Rücksicht auf die Laufbahn seines einzigen Sohnes. 
Im Juni 1835 übernahm Arnold neben der Schulleitung die Leitung der Redaktion der „Allgemeinen Preußischen Staatszeitung“, zeichnete jedoch erst ab 1839 als verantwortlicher Redakteur. Bereits 1840 gab er wegen der unsicheren Verhältnisse der Zeitung diese Tätigkeit wieder auf. 
Nach dem Tod seiner Frau 1848 legte er sein schulisches Amt nieder und widmete sich seinen Studien in Berlin, Erfurt, Neisse, Halle (Saale), Danzig und Merseburg. 

## Werke
August Arnold verfasste eine Vielzahl von größeren und kleineren Schriften zu Pädagogik, Sprache, Literatur, Geschichte und Geographie, besonders aber wissenschaftliche Schriften auf dem Gebiet der Geschichtsphilosophie und Staatswissenschaft, darunter:
- Über den Begriff und das Wesen der Geschichte, 1828
- Die allgemeine Staatswissenschaft, 1. Abteilung, 1831
- Grundriß der Denklehre, 1831
- Grundriß der Seelenlehre, 1831
- Wissenschaftliche Darstellung oder Philosophie der Geschichte, 1833
- Umrisse und Studien zur Geschichte der Menschheit, 1840
- Über die Idee, das Wesen, die Bedeutung, die Darstellung und das Erlernen der Geschichte, 1847
- Plato’s Werke einzeln erklärt und in ihrem Zusammenhange dargestellt (3 Bände), 1835–1858